# Diodontium filifolium
 Diodontium filifolium  F.Muell., 1857 è una specie di piante angiosperme dicotiledoni della famiglia delle Asteraceae, sottofamiglia Asteroideae, tribù Coreopsideae e sottotribù Chrysanthellinae.  Diodontium filifolium è anche l'unica specie del genere  Diodontium  F.Muell., 1857.

## Etimologia
Il nome scientifico della specie è stato definito dal botanico Ferdinand Jacob Heinrich von Mueller (1825-1896) nella pubblicazione " Hooker's Journal of Botany and Kew Garden Miscellany. London" ( Hooker's J. Bot. Kew Gard. Misc. 9: 19) del 1857. Il nome scientifico del genere è stato definito nella stessa pubblicazione.

## Descrizione
Portamento. La pianta di questa voce ha un habitus erbaceo con ciclo biologico perenne.
Fusto. La parte aerea in è eretta, semplice o ramosa. Può essere prostrata.
Foglie. Le foglie lungo il caule hanno una disposizione alternata. Quelle inferiori formano una rosetta basale e sono sessili. La lamina è lineare.
Infiorescenza. Le sinflorescenze sono formate da capolini terminali, solitari e per lo più con lunghi peduncoli, e quindi in apparenza scapose. Le infiorescenze vere e proprie sono composte da un capolino di tipo discoide. I capolini sono formati da un involucro, con forme emisferiche o campanulate, composto da diverse brattee su più serie. Il ricettacolo è sprovvisto di pagliette di protezione della base di fiori.
Fiori.  I fiori sono tetra-ciclici (formati cioè da 4 verticilli: calice – corolla – androceo – gineceo) e pentameri (calice e corolla formati da 5 elementi). Si distinguono in:
- fiori del raggio (esterni): sono assenti;
- fiori del disco (centrali): hanno forme brevemente tubulose (attinomorfe); sono ermafroditi.

- Formula fiorale:

*/x K {\displaystyle \infty }, [C (5), A (5)], G 2 (infero), achenio 
- Calice: i sepali del calice sono ridotti ad una coroncina di squame.

- Corolla: (solo fiori del disco) la forma è tubulare bruscamente divaricata in 5 lobi (corolle pentamere); i lobi, patenti o eretti, hanno una forma deltata o più o meno lanceolata; il tubo è breve o di lunghezza uguale alla gola; il colore è giallo, giallo-arancio.

- Androceo: l'androceo è formato da 5 stami sorretti da filamenti generalmente liberi; gli stami sono connati e formano un manicotto circondante lo stilo.[10] Le appendici delle antere hanno delle forme ovate. Il colore delle antere è marrone. Il tessuto endoteciale (rivestimento interno dell'antera) è quasi sempre polarizzato (con due superfici distinte: una verso l'esterno e una verso l'interno). Il polline è sferico con un diametro medio di circa 25 micron;  è tricolporato (con tre aperture sia di tipo a fessura che tipo isodiametrica o poro) ed è echinato (con punte sporgenti).

- Gineceo: l'ovario è infero uniloculare formato da 2 carpelli.[10] I bracci dello stilo (gli stigmi) sono cilindrici e assottigliati all'apice, la loro lunghezza coincide con la lunghezza delle aree stigmatiche.

Frutti. I frutti sono degli acheni con pappo. Gli acheni sono ob-compressi, stretti e concavi; sono inoltre alati. Il pappo è formato da 2 barbe.

## Biologia
Impollinazione: l'impollinazione avviene tramite insetti (impollinazione entomogama tramite farfalle diurne e notturne).

Riproduzione: la fecondazione avviene fondamentalmente tramite l'impollinazione dei fiori (vedi sopra).

Dispersione: i semi (gli acheni) cadendo a terra sono successivamente dispersi soprattutto da insetti tipo formiche (disseminazione mirmecoria). In questo tipo di piante avviene anche un altro tipo di dispersione: zoocoria. Infatti gli uncini delle brattee dell'involucro (se presenti) si agganciano ai peli degli animali di passaggio disperdendo così anche su lunghe distanze i semi della pianta. Inoltre per merito del pappo (se presente) il vento può trasportare i semi anche a distanza di alcuni chilometri (disseminazione anemocora).

## Distribuzione e habitat
La specie di questa voce è distribuita in Australia.

## Sistematica
La famiglia di appartenenza di questa voce (Asteraceae o Compositae, nomen conservandum) probabilmente originaria del Sud America, è la più numerosa del mondo vegetale, comprende oltre 23.000 specie distribuite su 1.535 generi, oppure 22.750 specie e 1.530 generi secondo altre fonti (una delle checklist più aggiornata elenca fino a 1.679 generi). La famiglia attualmente (2021) è divisa in 16 sottofamiglie; la sottofamiglia Asteroideae è una di queste e rappresenta l'evoluzione più recente di tutta la famiglia.

### Filogenesi
Il gruppo di questa voce è descritto nella sottotribù Chrysanthellinae caratterizzata da un portamento cespuglioso, da un ricettacolo privo di pagliette e da una distribuzione soprattutto australe.
I caratteri distintivi della specie  Diodontium filifolium sono:
- il ricettacolo dei capolini è privo di pagliette;
- il pappo dell'achenio è formato da 2 barbe.

### Sinonimi
Sono elencati alcuni sinonimi per questa entità:
- Glossogyne filifolia F.Muell. ex Benth.